# Quýt
Quýt (danh pháp hai phần: Citrus reticulata) là loài thực vật cho ra quả có múi nhỏ. Được xem là một loài cam chanh riêng biệt, quả thường được ăn trực tiếp hoặc trộn món xà lách trái cây. Quýt lai là một nhóm trái cây có múi màu cam bao gồm các giống lai của quýt với một số nhánh bưởi.
Quýt nhỏ và dẹt, không giống như quả cam thông thường hình cầu (là loại quả lai giữa quýt và bưởi). Hương vị được xem là ngọt ngào và đậm đà hơn so với cam thường. Quả quýt chín từ rắn chắc đến hơi mềm, nặng so với kích thước quả và vỏ sần sùi. Vỏ mỏng, rời,  có ít nội bì trắng, nên thường dễ bóc và tách thành từng múi. Quả lai thường có những đặc điểm này ở mức độ thấp hơn. quýt mềm và dễ bị hư do lạnh. Cây có thể được trồng ở vùng nhiệt đới và cận nhiệt đới.  
Theo các nghiên cứu di truyền, quýt là một trong những loài cam chanh nguyên thủy; thông qua nhân giống hoặc lai tạo tự nhiên, cây là tổ tiên của nhiều giống cây có múi lai ghép. Cùng với thanh yên và bưởi, quýt là tổ tiên của các giống cây lai quan trọng nhất về mặt thương mại (chẳng hạn như cam chua và ngọt, bưởi chùm cùng nhiều loại chanh và chanh vàng). Quýt cũng đã được lai với các loài cam quýt khác, chẳng hạn như chanh sa mạc và kim quất. Mặc dù quýt tổ tiên có vị đắng, nhưng hầu hết các giống quýt thương mại đều có nguồn gốc khi lai tạo với bưởi, cho quả ngọt. 

## Danh pháp
Citrus reticulata là danh pháp gốc tiếng Latin, trong đó reticulata có nghĩa là "giống như lưới". 

## Thực vật học

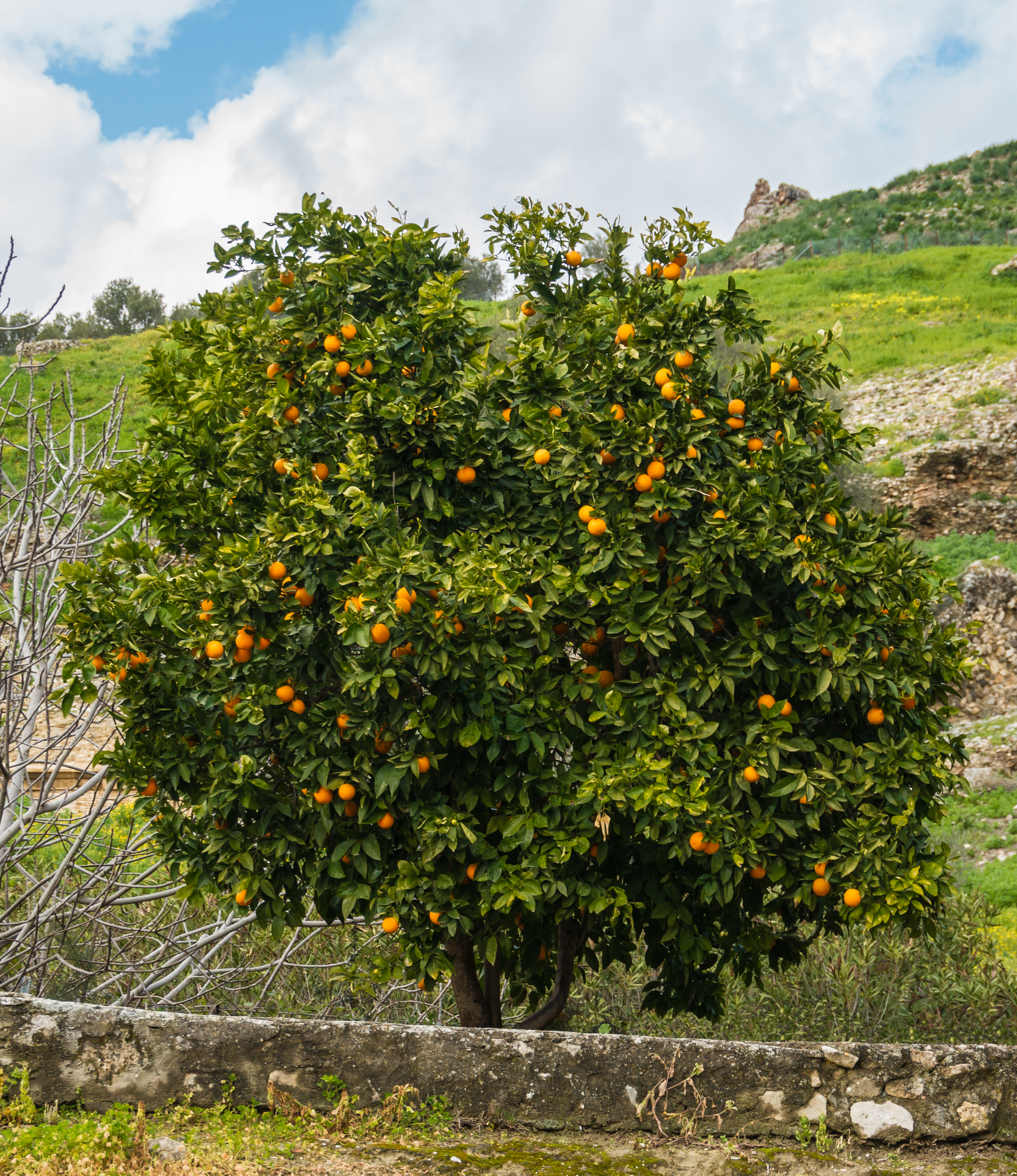
Quả quýt mọc trên cây ở Crete.

Quýt là một loại cây có kích thước vừa phải, cao khoảng 7,6 mét (25 ft). Thân cây và cành chính có gai. Lá sáng bóng, màu xanh lục và khá nhỏ. Cuống lá ngắn, gần như không cánh hoặc hơi có cánh. Hoa mọc đơn độc hay thành cụm nhỏ ở kẽ lá. Quýt thường có khả năng tự sinh sản (chỉ cần một con ong di chuyển mang phấn hoa trong cùng một bông hoa) hoặc tạo quả không hạt (không cần thụ phấn và do đó không có hạt, chẳng hạn như giống cam satsuma). Một cây quýt trưởng thành có thể cho năng suất lên 79 kilôgam (174 lb) trên quả.

## Quả

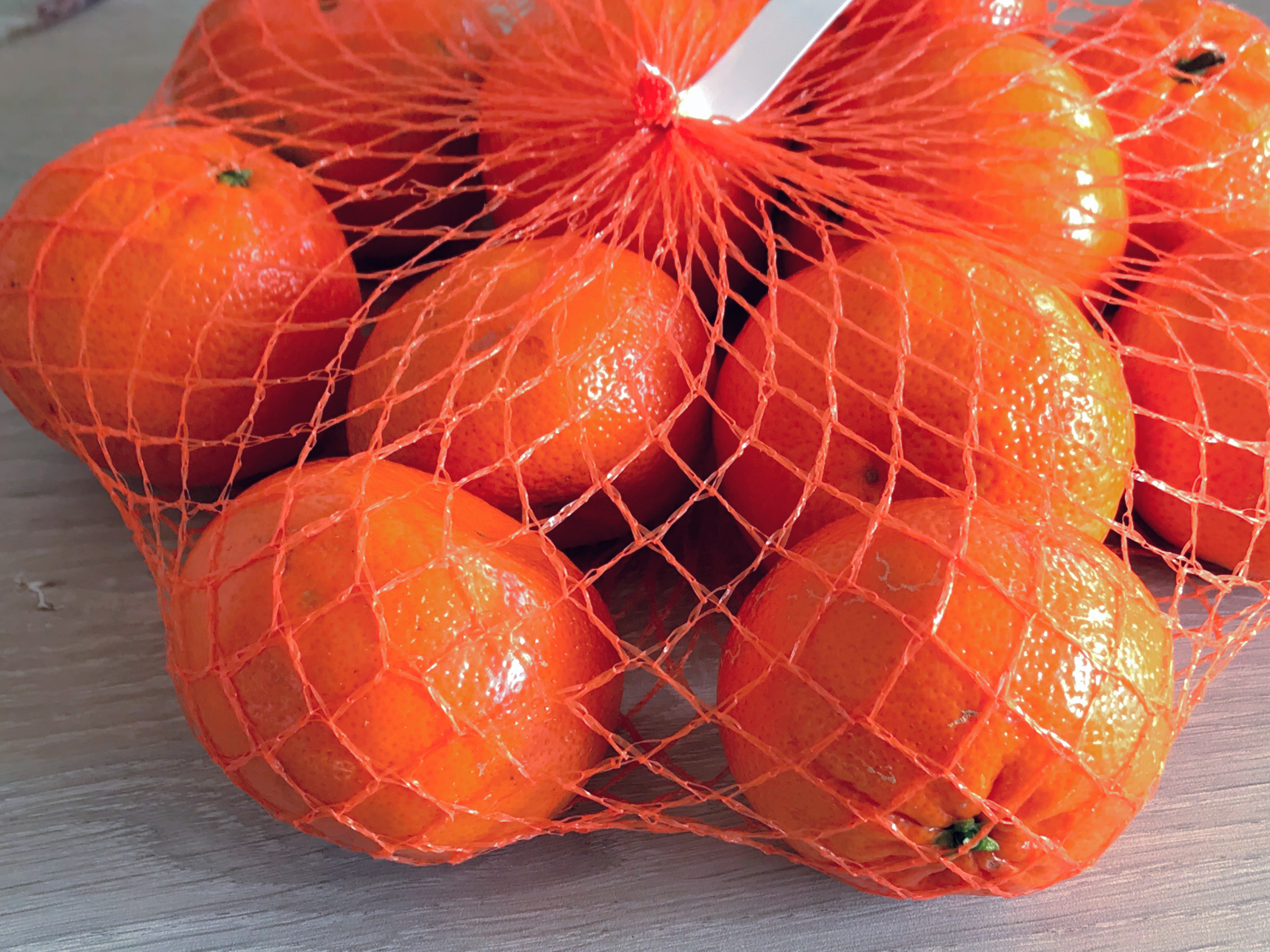
Quýt trong túi lưới

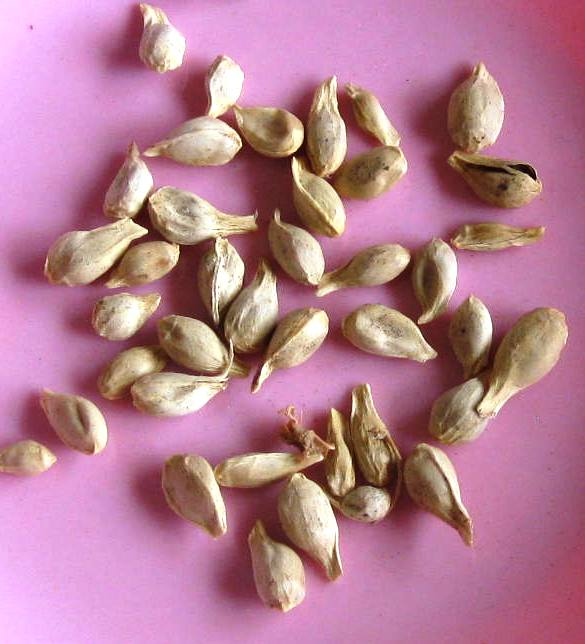
Hạt quýt

Quả quýt nhỏ 40–80 mm (1,6–3,1 in). Vỏ cam, vàng cam hoặc đỏ cam. Vỏ mỏng và dễ bong ra. Dễ bóc vỏ là một lợi thế quan trọng của quýt so với các loại trái cây có múi khác. Cũng giống như các loại quả cam chanh khác, quả quýt dễ dàng tách ra thành các múi riêng lẻ. Quả có thể không hạt hoặc chứa ít hạt. Quả có vị ngọt, có thể ăn cả quả hoặc ép lấy nước.

## Sản xuất
Vào năm 2020, sản lượng quýt trên thế giới (tổng hợp cả quýt lai, clementine và satsuma theo báo cáo của FAOSTAT) là 38,6 triệu tấn, dẫn đầu là Trung Quốc với 60% tổng sản lượng toàn cầu. Tây Ban Nha đã sản xuất hơn hai triệu tấn vào năm 2020, trong khi các nhà sản xuất quan trọng khác với khoảng một triệu tấn mỗi nước là Thổ Nhĩ Kỳ, Ai Cập và Maroc.

## Sử dụng

### Tươi
Quýt thường được bóc vỏ và ăn tươi hoặc dùng trong món xa lát, món tráng miệng và món chính. Nước ép quýt tươi và nước ép cô đặc đông lạnh thường có sẵn ở Hoa Kỳ. Số lượng hạt trong mỗi múi (lá noãn) biến đổi đa dạng.

### Vỏ
Vỏ được dùng tươi, nguyên quả hoặc chế biến, hoặc sấy khô dưới dạng trần bì. Có thể dùng như một loại gia vị để nấu ăn, làm bánh, đồ uống hoặc kẹo. Tinh dầu từ vỏ tươi có thể được sử dụng làm hương liệu cho kẹo, trong gelatin, kem lạnh, kẹo cao su và đồ nướng. Cũng dùng như một hương liệu nấu rượu mùi. Trong ẩm thực Trung Quốc, vỏ quýt, được gọi là trần bì, được dùng để tạo hương vị cho các món ăn ngọt và nước sốt.

### Đóng hộp
Quýt tách múi đóng hộp được bóc vỏ để loại bỏ xơ trắng trước khi đóng hộp; nếu không, khi ăn có vị đắng. Các múi được bóc vỏ bằng quy trình hóa học. Đầu tiên, các múi được ngâm trong nước nóng để làm mềm vỏ; sau đó ngâm trong dung dịch kiềm, dung dịch này sẽ tiêu hóa vỏ quả giữa và màng. Cuối cùng, các múi quýt được rửa sạch nhiều lần trong nước thường. Sau khi sơ chế đúng cách, quýt sẽ trải qua quá trình xử lý nhiệt để loại bỏ vi khuẩn có thể gây hư hỏng. Quýt sau đó được đóng gói trong hộp kín kín khí. Axit ascoricic cũng có thể được thêm vào. 

### Y học cổ truyền
Trong y học cổ truyền Trung Quốc, vỏ khô của quả được dùng để điều hòa khí và tăng cường tiêu hóa.

## Dinh dưỡng
Một quả quýt chứa 85% nước, 13% carbohydrate và một lượng chất béo và protein không đáng kể (bảng). Trong số các vi chất dinh dưỡng, chỉ có vitamin C là có hàm lượng đáng kể (32% Giá trị hàng ngày) trong khẩu phần tham chiếu 100 gam, còn tất cả các chất dinh dưỡng khác đều có hàm lượng thấp.

## Ý nghĩa văn hóa

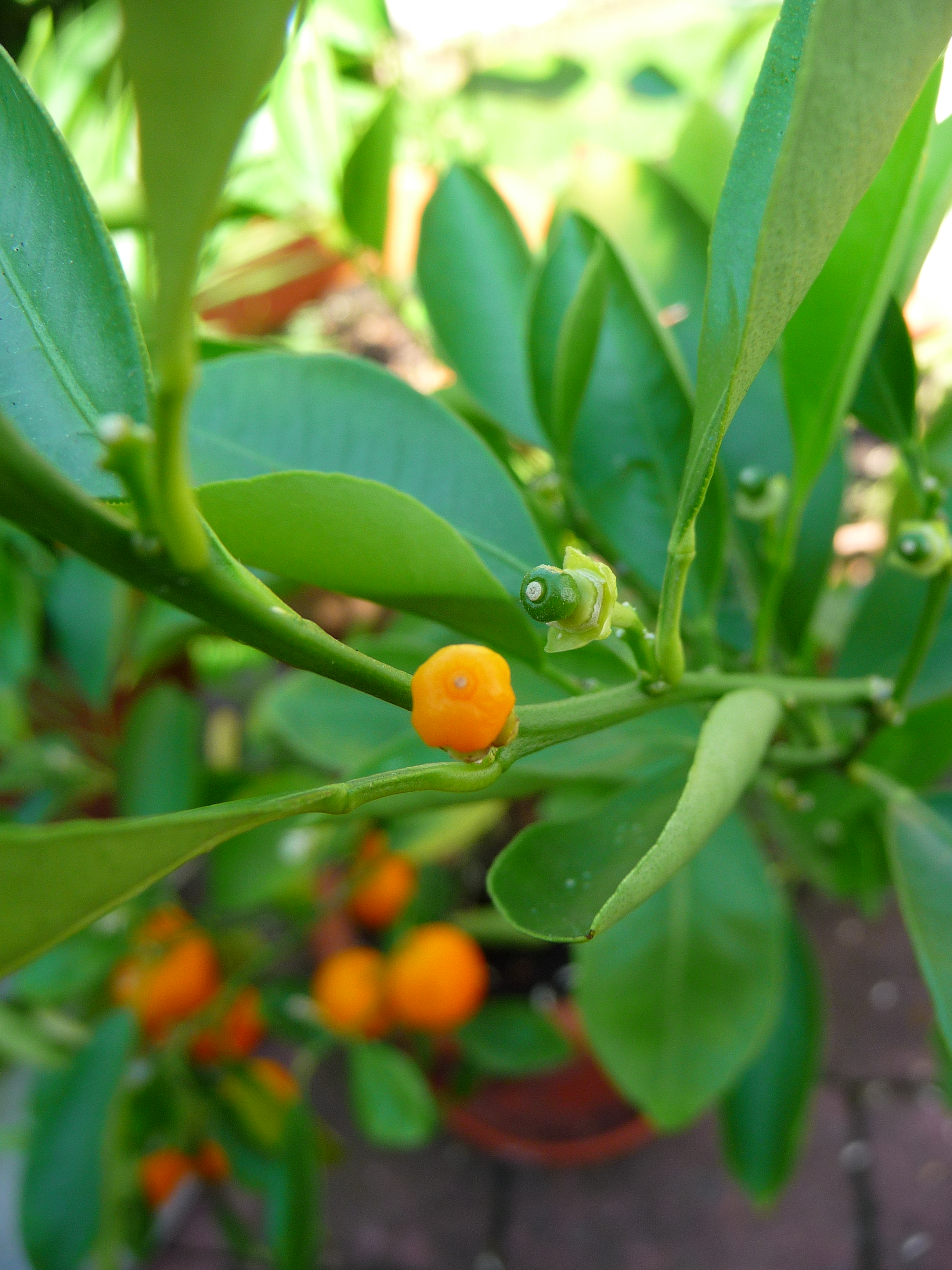
Quả quýt non

Ở Canada và Hoa Kỳ, chúng thường được mua trong hộp 5 hoặc 10 pound, được gói riêng trong giấy mềm màu xanh lục và được gói vào những chiếc tất Giáng sinh. Phong tục này có từ những năm 1880 khi những người Nhật nhập cư ở Canada và Hoa Kỳ bắt đầu nhận những quả quýt Nhật từ gia đình họ ở quê nhà để làm quà tặng cho Năm mới. Truyền thống lan truyền trong cộng đồng ngoài người gốc Nhật và về phía đông trên khắp đất nước: vào mỗi vụ thu hoạch tháng 11, "Những quả cam nhanh chóng được bốc dỡ và vận chuyển về miền đông bằng đường sắt. 'Orange Trains' - đoàn tàu với toa xe sơn màu cam - cảnh báo mọi người trên đường đi rằng những trái cam hấp dẫn từ Nhật Bản đã quay trở lại vào dịp lễ. Đối với nhiều người, sự xuất hiện của quýt Nhật báo hiệu mùa lễ hội bắt đầu."  Truyền thống Nhật Bản này kết hợp với truyền thống châu Âu liên quan đến hành động thả tất Giáng sinh. Thánh Nicholas được cho là đã bỏ những đồng tiền vàng vào tất của ba cô gái nghèo để họ có đủ tiền đi lấy chồng. Đôi khi câu chuyện được kể với quả bóng vàng thay cho túi vàng và quả cam trở thành biểu tượng thay thế cho những quả bóng vàng này và được đặt trong tất vớ Giáng sinh ở Canada cùng với những đồng xu sô cô la bọc trong giấy vàng.
Satsuma cũng được trồng ở Hoa Kỳ từ đầu những năm 1900. Tuy nhiên, Nhật Bản vẫn là nhà cung cấp chính. Hoạt động nhập khẩu cam satsuma của Hoa Kỳ đã bị đình chỉ do chiến sự với Nhật Bản trong Thế chiến II. Mặc dù chúng là một trong những hàng hóa đầu tiên của Nhật Bản được phép xuất khẩu sau khi chiến tranh kết thúc, nhưng sự thù địch còn sót lại đã dẫn đến việc đổi tên số cam này thành cam "mandarin" thay vì cam "Nhật Bản".
Lô quýt đầu tiên được giao từ Nhật Bản tại cảng Vancouver, British Columbia (Canada) được chào đón bằng một lễ hội kết hợp giữa ông già Noel và các vũ công Nhật Bản  —những cô gái trẻ mặc trang phục truyền thống kimono.
Trong lịch sử, trái cây Giáng sinh được bán ở Bắc Mỹ chủ yếu là Dancy, nhưng bây giờ chúng thường là quả lai.

### Văn học
Trong văn học Canada, đặc biệt là trong cuốn tiểu thuyết của Gabrielle Roy về Montreal, The Tin Flute, một quả quýt được xem là một thứ xa xỉ đối với đứa con trai sắp chết của gia đình Lacasse nghèo, mà cuốn tiểu thuyết thêu dệt nên xung quanh đó.  Quýt được nhắc đến trong cuốn tiểu thuyết năm 1942 của Sinclair Ross, As for Me and My House, và truyện ngắn năm 1939 của ông, Cornet at Night.

## Di truyền và nguồn gốc
Quýt là một trong những đơn vị phân loại tổ tiên thuần chủng riêng của thực vật cho quả có múi. Loài đã phát triển ở các vùng bao gồm Nam Trung Quốc, Nhật Bản ở Đông Á và Việt Nam ở Đông Nam Á. Quýt dường như đã được thuần hóa ít nhất hai lần, ở phía bắc và phía nam dãy núi Ngũ Lĩnh, có nguồn gốc từ các phân loài hoang dã riêng biệt. Quýt hoang dã vẫn sinh sống ở đây, bao gồm cả quýt Đạo Huyện (đôi khi được đặt tên loài là Citrus daoxianensis) cũng như một số thành viên nhóm theo truyền thống được gọi là 'quýt hoang Mãng Sơn', một nhóm chung cho loại quả giống quýt dại của khu vực Mãng Sơn bao gồm cả quýt thực sự (quýt dại Mãng Sơn, phân loài phía nam) và cam rừng Mãng Sơn khác biệt về mặt di truyền và chỉ có quan hệ họ hàng xa. Quýt hoang dã được tìm thấy không có DNA của bưởi (C. maxima) pha trộn gen như trong quýt nội địa. Tuy nhiên, chúng dường như có một lượng nhỏ (~1,8%) pha trộn gen từ loài cam Nghi Xương, loài mọc hoang trong cùng khu vực.
Dãy núi Ngũ Lĩnh cũng là quê hương của các cụm di truyền phía bắc và phía nam của quýt nội địa có hàm lượng đường trong quả tương tự so với họ hàng hoang dã của chúng nhưng hàm lượng axit xitric thấp hơn đáng kể (ở một số nơi gần 90 lần). Các cụm thể hiện mô hình pha trộn gen bưởi khác nhau, có lịch sử quần thể được suy luận khác nhau và có quan hệ họ hàng gần nhất với loài quýt dại khác biệt, cho thấy hai quá trình thuần hóa độc lập ở phía bắc và phía nam. Tất cả các giống thuần hóa được thử nghiệm đều thuộc về một trong hai cụm di truyền này, với các giống cây như quýt mật Nam Phong, Kishu và Satsuma có nguồn gốc từ sự kiện thuần hóa phía bắc cho quả to hơn, đỏ hơn, trong khi Quýt lá liễu, Dancy, Sunki, Cleopatra, Cam sành, Ponkan và những loại khác có nguồn gốc từ cụm phía nam nhỏ hơn, có quả màu vàng hơn.
Hệ thống phân loại Tanaka chia quýt nội địa và các loại trái cây tương tự thành nhiều loài, đặt tên riêng cho các giống như quýt lá liễu (C. deliciosa), satsuma (C. unshiu), quýt lai (C. tangerina). Theo hệ thống Swingle, tất cả được coi là biến thể của một loài duy nhất, Citrus reticulata .  Hodgson đăt đại diện cho chúng như một số nhóm nhỏ: quýt thường (C. reticulata), satsuma, cam sành (C. nobilis), cam Địa Trung Hải (lá liễu), quả nhỏ (C. indica, C. tachibana và C. reshni) và quýt lai. Trong phân loại loài dựa trên hệ gen của Ollitrault và cộng sự, chỉ quýt thuần chủng mới thuộc C. reticulata, trong khi loài pha gen bưởi tìm được trong phần lớn quả quýt sẽ khiến chúng được xếp vào biến thể của C. aurantium.
Phân tích di truyền phù hợp với quýt lục địa đại diện cho một loài duy nhất, với phần lớn sự biến đổi trong quýt là do lai tạo. Một loài riêng biệt, Citrus ryukyuensis tách ra từ các loài trên đất liền từ 2 đến 3 triệu năm trước khi bị cắt đứt do mực nước biển dâng cao tìm được đang phát triển trên đảo Okinawa, sự lai tạo tự nhiên và nông nghiệp của loài với các loài quýt trên đất liền đã tạo ra một số các giống quýt đảo độc đáo của Nhật Bản và Đài Loan, chẳng hạn như quýt Tachibana, trước đây được phân loại là một phân loài của quýt thuần chủng, trước khi cây bố mẹ được xác định, và Shekwisha. Một số ít giống trồng được phát hiện là thuần chủng trong phân tích gen nguyên thủy, bao gồm quýt Tôn Chu Sa  và quýt mật Nam Phong,  nhưng Wang đã phát hiện ra chúng không chỉ có sự pha trộn gen rõ rệt của cam Nghi Xương có trong tất cả các cuộc kiểm nghiệm quýt mà còn là DNA bưởi riêng biệt có trong quýt thuần hóa. Sau quá trình lai tạo ban đầu, các phép lai tự nhiên hoặc qua trồng trọt của các giống lai quýt-bưởi ban đầu với gốc quýt đã tạo ra loài quýt thường cùng đóng góp gen hạn chế từ loài bưởi,  khác nhau giữa các giống thuần hóa phía bắc và phía nam.  Một nhóm giống cây trồng 'có tính axit' bao gồm quýt Sunki và Cleopatra trước đây cũng được cho là thuần chủng nhưng do được phát hiện có chứa vùng nhỏ DNA của bưởi pha trộn gen nên quá chua khi ăn, nhưng được sử dụng rộng rãi làm gốc ghép và được trồng để lấy nước ép.   Một nhóm quýt khác, bao gồm một số giống quýt lai, satsuma và cam sành, cho thấy sự đóng góp gen lớn hơn của bưởi và xuất phát từ các giống bưởi hạn chế được lai lần nữa với cam ngọt hoặc bưởi thường. Tương tự như thế trong một số trường hợp, tạo ra các giống có năng suất từ trung bình đến cao theo mức độ lai ghép của bưởi.  Do đó, quýt lai liên tục tăng tỷ lệ đóng góp gen của bưởi cùng với quýt clementine, cam chua ngọt và bưởi chùm.  Quýt và giống lai của chúng được bán dưới nhiều tên khác nhau.

## Giống cây biến thể

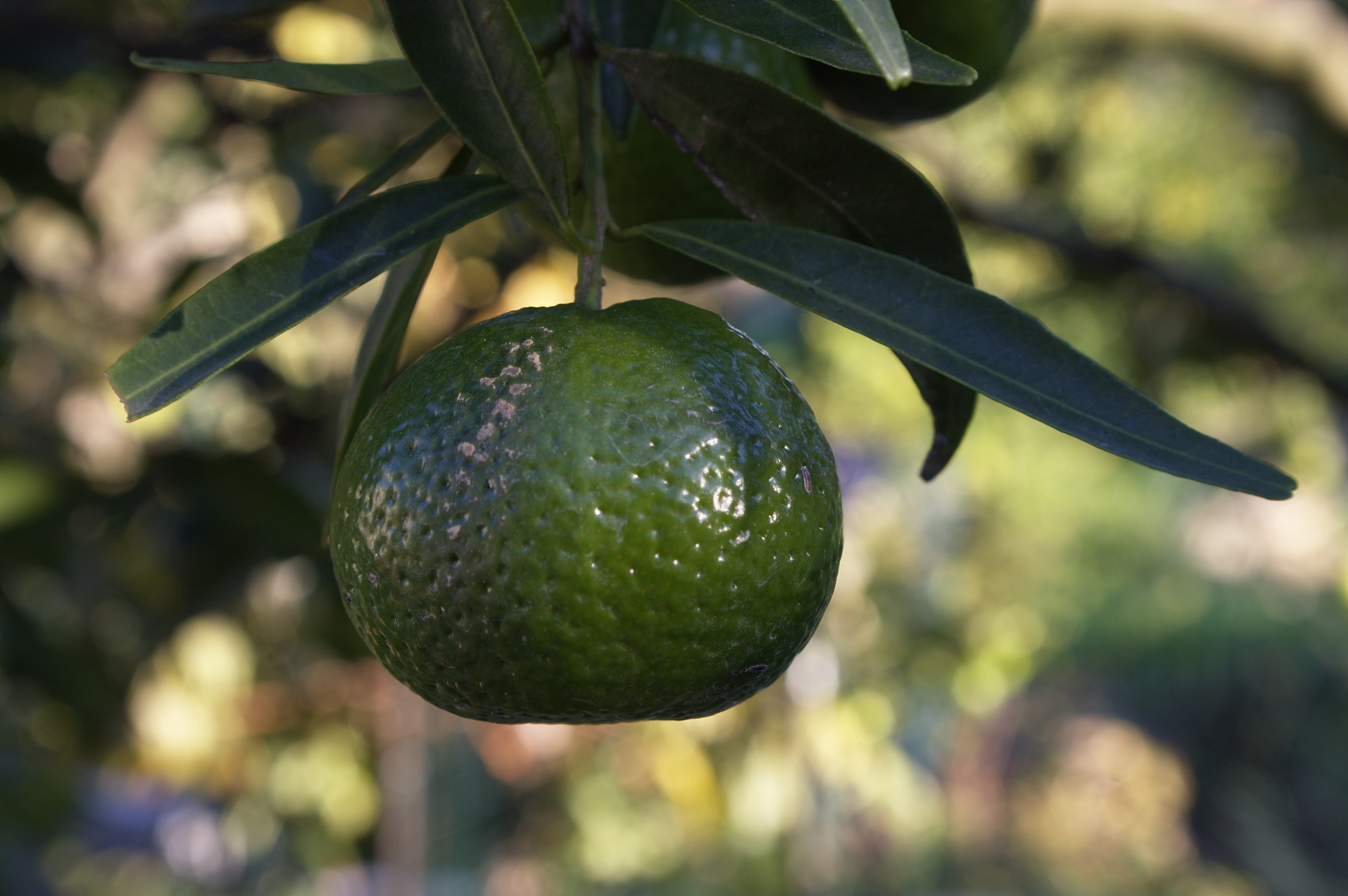
Quả chưa chín

### Quýt tự nhiên (Citrus reticulata)
- Quýt rừng Mãng Sơn (chỉ một số, số khác là cam rừng Mãng Sơn khác biệt về mặt di truyền)[21]
- Quýt Đạo Huyện [21]
- Suanpangan [21]

### Quýt thuần hóa và giống lai
(Danh pháp loài đặt theo hệ thống Tanaka. Phân tích bộ gen gần đây sẽ xếp tất cả chúng vào Citrus reticulata, ngoại trừ các giống lai C. ryukyuensis )
- Tôn Chu Sa [19] [2]

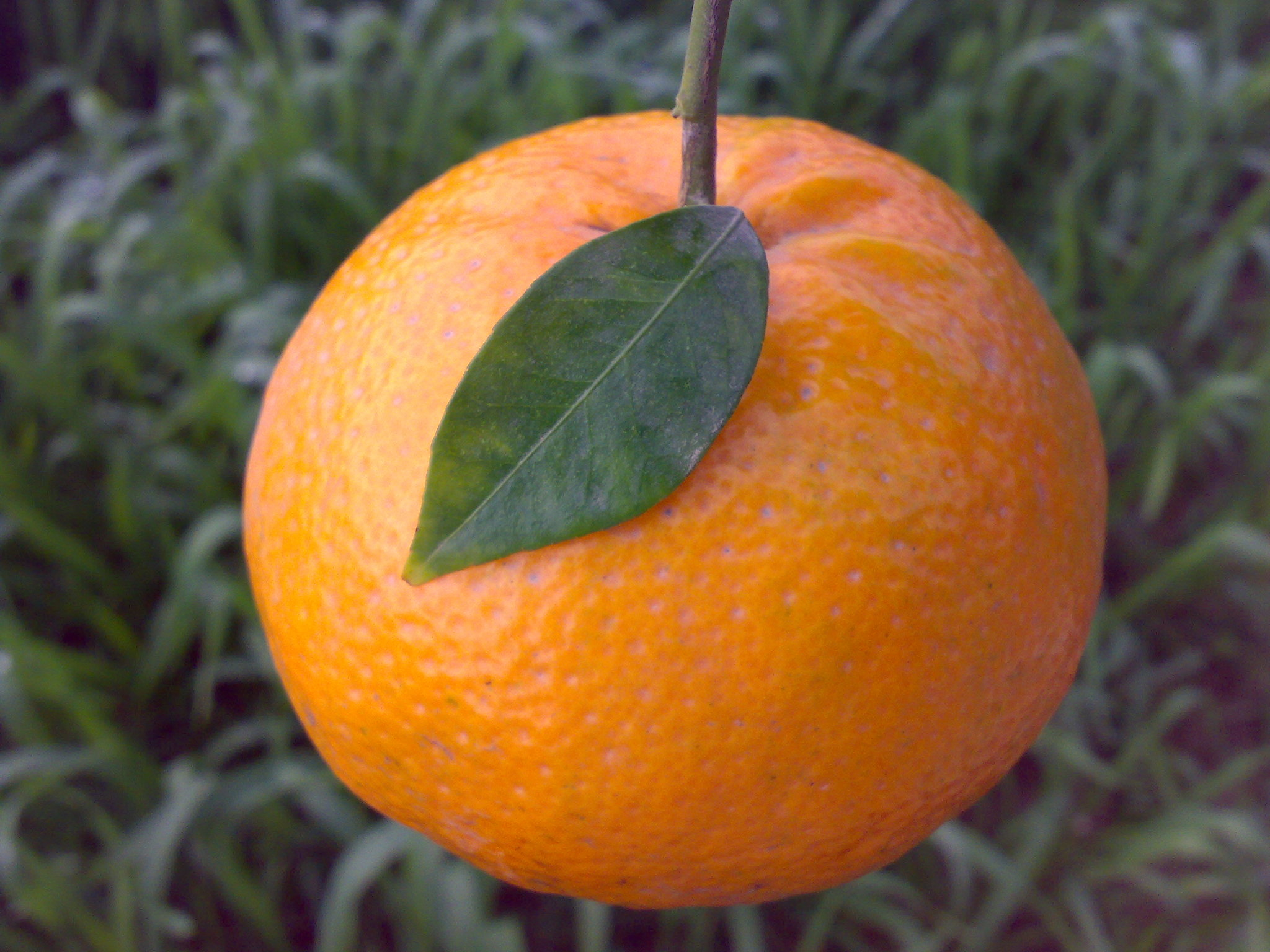
Kinnow, cây lai giữa 'Cam sành' (Citrus nobilis) × 'Quýt lá liễu' (Citrus × deliciosa), được Tiến sĩ HB Frost phát triển.

- Quýt mật Nam Phong - một trong những giống được trồng rộng rãi nhất của Trung Quốc.[25]
- Quýt Cleopatra, [19] quýt có tính axit chứa một lượng rất nhỏ gen bưởi . [2]
- Sunki, [19] quýt có tính axit chứa một lượng rất nhỏ gen bưởi. [2]
- Quýt lai (Citrus tangerina) [26] là một nhóm giống quýt được lai tạo riêng biệt. Những loại quýt được bán ở Mỹ thường là giống Dancy, Sunburst hoặc Murcott (Honey). Một số giống lai quýt × bưởi chùm được bán hợp pháp dưới dạng quýt lai ở Hoa Kỳ.[27] [28]
- Địa Trung Hải/Lá liễu/Thorny ( Citrus × deliciosa ), một loại quýt với một lượng nhỏ gen bưởi. [29]
- Dalanghita (Citrus reticulata) là một loại quýt nhỏ đặc hữu được trồng rộng rãi ở Philippines. Còn được gọi bằng các tên địa phương khác, naranghita và sintones . [30]
- Huanglingmiao (Citrus reticulata), giống lai quýt-bưởi. [2] [31]
- Kishu mikan (Citrus reticulata), hay đơn giản là Kishu, họ hàng vô tính gần của Huanglingmiao, cả hai có chung nguồn gốc trước khi tách ra khi chúng được nhân giống [2]
  - Kunenbo (Citrus nobilis) một nhóm không đồng nhất bao gồm ít nhất bốn giống lai quýt-bưởi riêng biệt. [32]
    - Cam sành (còn gọi là 'vua Xiêm', Citrus nobilis) thuộc nhóm Kunenbo có hàm lượng gen bưởi cao, đôi khi được phân loại là quýt cam. [2] [32]
      - Kinnow (xem hình ảnh), một giống lai Cam sành × Quýt lá liễu.

    - Satsuma ( Citrus unshiu ), một giống lai quýt × bưởi với nhiều gen bưởi hơn so với hầu hết các loại quýt. Cây bắt nguồn từ sự lai tạo giữa Huanglingmiao/Kishu và Kunenbo không phải là cam sành, bản thân là cây lai bưởi × Huanglingmiao/Kishu.[2] [32] Quả biến thể không hạt, trong đó có hơn 200 giống cây trồng, bao gồm migana Ôn Châu, Owari [sic] và mikan [sic] ; nguồn của hầu hết các loại quýt đóng hộp và phổ biến như một loại trái cây tươi do dễ tiêu thụ
      - Owari, tương tự Satsuma [sic] nổi tiếng chín vào cuối thu

  - Komikan, nhóm Kishu mikan đa dạng[32]
- Ponkan ( Citrus reticulata ), giống lai quýt-bưởi [19][29]
  - Quýt Dancy (Citrus tangerina) là giống lai, con lai của giống quýt Ponkan với một giống quýt lai chưa xác định khác.[2] Cho đến những năm 1970, hầu hết quýt được trồng và ăn ở Hoa Kỳ là quýt Dancy. Quả được gọi là "quýt Giáng sinh" [17] và quýt dây kéo [33]
    - Iyokan (Citrus iyo), lai giữa quýt Dancy và một loại quýt khác của Nhật Bản, kaikoukan. [32]
- Quýt Bang Mot, loại quýt phổ biến ở Thái Lan.
- Shekwasha ( Citrus depressa ), một nhóm cam quýt vô tính phát sinh từ nhiều cây lai tự nhiên độc lập của C. ryukyuensis với họ hàng Tôn Chu Sa,[20] một loại quýt rất chua được trồng để lấy nước chua.
- Tachibana, cũng là một cụm các dòng vô tính tương tự, xuất phát từ các con lai tự nhiên giữa các cá thể C. ryukyuensis khác nhau và một dòng C. reticulata vô tính với sự đóng góp của cả phân loài phía bắc và phía nam. [20]

### Lai giống quýt

Trái cây có múi được nhóm lại theo độ giống nhau về gen Hầu hết các giống cam quýt thương mại là giống lai của ba loài ở các góc của biểu đồ bậc ba (quýt ở trên cùng). Các giống lai khác biệt về mặt di truyền thường có cùng danh pháp chung.

- Tangelo, một thuật ngữ chung cho quýt hiện đại (quýt lai) × bưởi và quýt × bưởi chùm lai
  - Quýt bưởi hay 'bưởi chùm cocktail', là giống lai giữa quýt hỗn hợp Dancy/King và bưởi. [2] Thuật ngữ này đôi khi cũng được sử dụng một cách chung chung, giống như một tangelo, cho các giống lai quýt × bưởi gần đây.
- Cam đắng (Citrus x aurantium) có nguồn gốc từ sự lai tạo trực tiếp giữa quýt thuần và bưởi[31]
  - Chanh vàng (Citrus x limon), một giống lai cam đắng x thanh yên.[34]
    - Chanh (Citrus x latifolia), lai chanh vàng × chanh ta[34]
    - Cam Bergamot (Citrus x bergamia), lai ngược chanh vàng × cam đắng[34]

  - Limetta (Citrus limetta) , một loại cam đắng khác biệt lai với thanh yên.[34]
- Cam ngọt thường (Citrus x sinensis) có nguồn gốc từ cây lai giữa bố mẹ quýt và bưởi không thuần chủng [31]
  - Quýt cam là giống lai giữa quýt và cam ngọt thường; [31] lớp vỏ dày của chúng rất dễ bóc, cùi màu cam sáng có vị chua ngọt và đầy đủ hương vị. Một số giống lai như vậy thường được gọi là quýt thường hoặc quýt lai.
    - Clementine (Citrus × clementina), một giống lai tự phát giữa quýt lá liễu và cam ngọt.[29][35] đôi khi được gọi là "Cam tạ ơn" hoặc "cam Giáng sinh", vì mùa ra quả là mùa đông; một dạng quýt thương mại quan trọng, đã thay thế mikan ở nhiều thị trường.
      - Clemenules hoặc Nules, một giống Clementine được đặt tên theo thị trấn Valencian nơi cây được nhân giống lần đầu tiên vào năm 1953; đây là giống Clementine phổ biến nhất được trồng ở Tây Ban Nha. [36]
      - Fairchild là con lai của Clementine và Orlando tangelo

    - Murcott, một giống lai quýt × cam ngọt,[29][37] một cây bố mẹ là cam sành. [32]
      - Tango là một lựa chọn chiếu xạ giữa mùa thu hoạch không hạt độc quyền của Murcott được phát triển bởi Chương trình nhân giống cây có múi của Đại học California. [7]

    - Kiyomi (Citrus unshiu × sinensis) là giống lai satsuma/cam ngọt từ Nhật Bản
      - Dekopon, giống lai giữa Kiyomi và ponkan, được bán trên thị trường Hoa Kỳ với tên Sumo Citrus(R)

  - Bưởi chùm (Citrus x paradisi), kết quả lai giữa cam ngọt với bưởi
  - Chanh vàng Meyer (Citrus x meyer), lai giữa quýt × bưởi lai và thanh yên.[34]
  - Chanh ngọt Palestine (Citrus x limettioides ), một giống lai riêng biệt (quýt × bưởi) × thanh yên[34]
- Chanh kiên (Citrus x limonia), lai giữa quýt thuần chủng và thanh yên.[34]
- Chanh vàng sần (Citrus x jambhiri), lai giữa quýt thuần chủng và thanh yên, phân biệt với chanh kiên.[34]
- Chanh vàng Volkamer ( Citrus volkameriana), lai giữa quýt thuần chủng và thanh yên, khác biệt với rangpur và chanh vàng sần.
- Jabara (Citrus jabara ), một giống quýt Kunenbo × yuzu. [32]
- Vài giống thuộc nhóm Citrofortunella lai kim quất, bao gồm quất, cam chỉ quất, quýt quất và chanh quất vàng.

### Ngoài loài quýt
- Cam rừng Mãng Sơn, từ lâu được cho là quýt, là một loài riêng biệt.[31]